# ستيفن بايارد
ستيفن بايارد هو سياسي أمريكي، ولد في 31 مايو 1700 في نيويورك في الولايات المتحدة، وتوفي في 1757 في مقاطعة بيرغن في الولايات المتحدة. انتخب عمدة مدينة نيويورك (1744 – 1747) وانتخب عمدة مدينة نيويورك.